# Artere interlobulare
Format:Infobox artery
Arterele radiale corticale, cunoscute anterior sub numele de artere interlobulare,  sunt vase de sânge renale ce se desprind în unghi drept din  arterele arcuate care privesc substanța corticală. Arterele interlobulare trec direct spre exterior între razele medulare pentru a ajunge la tunica fibroasă, unde se termină în rețeaua capilară a acestei părți.
Aceste vase nu se anastomozează între ele, ci formează arterele finale.
În cursul lor exterior, acestea trimit ramuri laterale, care sunt arteriolele aferente ce alimentează corpusculii renali. Arteriolele aferente intră în capsula lui Bowman și se termină în glomerul.
Din fiecare glomerul apare arteriola eferentă corespunzătoare și apoi iese din capsulă în apropierea punctului în care intră arteriola aferentă. Distal, arteriolele eferente se ramifică pentru a forma plexuri dense (de exemplu, paturi capilare) în jurul tuburilor renali adiacenți. Pentru nefronii corticali, o rețea unică de capilare, cunoscută sub numele de capilare peritubulare, înconjoară întregul tubul renal, în timp ce pentru nefronii juxtamedulari, capilarele peritubulare înconjoară numai tubulii convoluționați proximal și distal, în timp ce o altă rețea se ramifică din arteriola eferentă, cunoscută sub numele de arteriolele drepte ale rinichiului, înconjoară ansa nefronică (a lui Henle).

## Nume
- Lote se referă la acestea ca „ artere radiale corticale (denumite anterior artere inter-lobulare) ” [1]
- Mescher și colab. Se referă la acestea ca „ arterele interlobulare (sau arterele radiale corticale) ” [2]